# Гімназія Хуґо Треффнера
Гімназія Гуґо Треффнера (ест. Hugo Treffneri Gümnaasium; скорочено HTG) — гімназія в естонському місті Тарту з особливим акцентом на природничу освіту. Заснована Гуґо Треффнером у 1883 році, це була єдина велика середня школа у XIX столітті в Естонії з переважно естонськими учнями. Заклад не мав вікових обмежень. Під час естонського національного пробудження школа виховала багатьох естонських інтелектуалів.

## Історія
Гімназія була заснована Гуґо Треффнером 7 грудня 1883 року. Рід Треффнерів походив із Австрії, у 1600-х роках вони були пов'язані з королівською родиною. Під час тридцятилітньої війни сім'я Треффнерів втекла до Естонії. До кінця 1884 року в гімназії було 65 студентів, які вивчали різні предмети німецькою мовою:8. У школі надавалась середня освіта дітям селян. У кінці року було відкрито підготовчий клас для навчання мовам. У 1886 і 1887 роках були відкриті ще 2 підготовчі курси для початкової школи. У 1889 році офіційна мова була змінена на російську.

### 1886-1897рр
Спочатку заняття проходили в орендованих приміщеннях. У 1886 році Гуґо Треффнер купив для школи будівлю, яка ще була розширена в 1887, 1888 і 1906 роках:9. У цьому приміщенні школа розміщувалася до 1919 року. На місці цього будинку в Тарту в даний час встановлено пам'ятник Гуґо Треффнеру (будівлю було зруйновано німецькими військами в 1941 році).
Школа слабо розвивалася з 1892 по 1897 рік, через неврожай селяни залишали школу. Після цього періоду відвідуваність знову різко зросла. Учні на початку XX століття були залучені в кілька націоналістичних підпільних груп, які пізніше розвинулися в літературну групу «Молода Естонія».

### Приватна гімназія
У 1907 році школа була визнана приватною гімназією. Перший директор і засновник школи Гуґо Треффнер помер 29 лютого 1912 року:12. Перед його смертю посада директора перейшла до правління, до складу якого входили Міхкель Аавік, Микола Бельдюгин, Костянтин Треффнер і Володимир Успенський. Крім того, Корнеліус Треффнер, брат Гуґо Треффнера, мав право голосувати за запропонованими питаннями:12. Після смерті Гуґо Треффнера школа отримала назву «Приватна гімназія Володимира Успенського». Після того як Успенський пішов з посади директора і цю посаду зайняв Микола Сахаров, гімназія отримала офіційну назву «Гімназія, заснована Гуґо Треффнером».

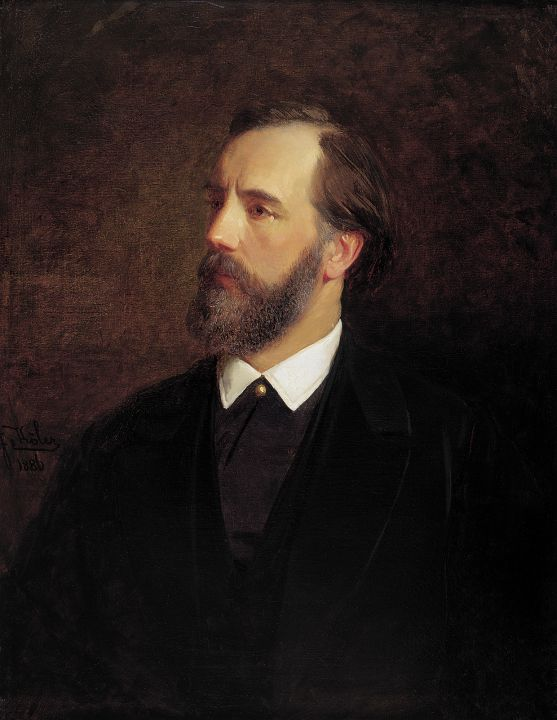
Гуґо Треффнер, засновник гімназії

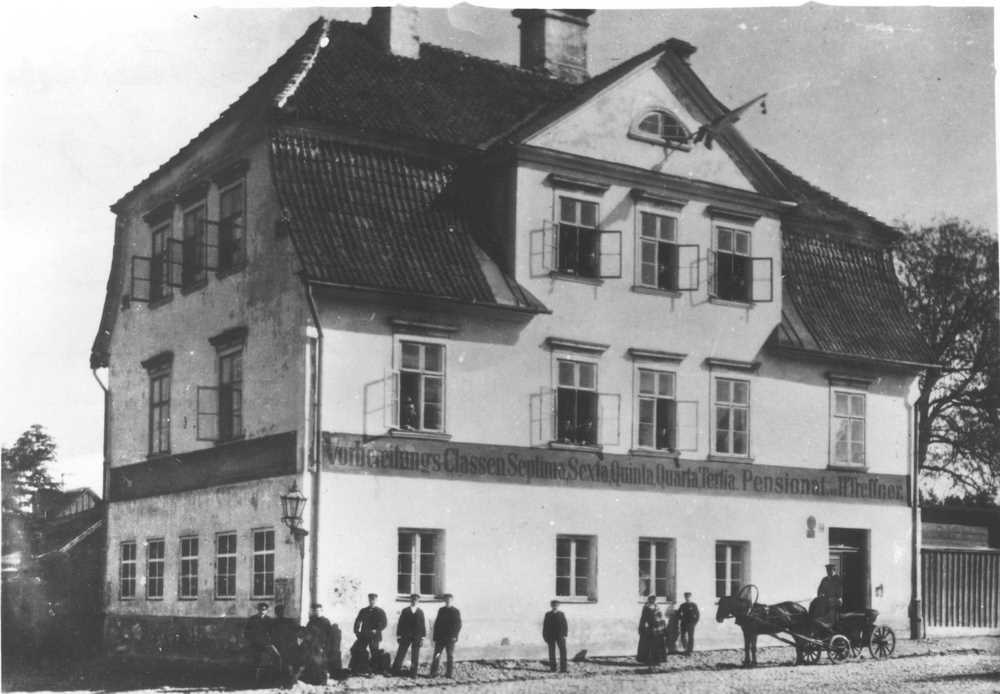
Гімназія в 1895 році

У 1917 році Костянтин Треффнер, двоюрідний брат Гуґо Треффнера, став директором школи. 

### 1918-1919 рр
Під час німецької окупації Естонії в 1918 році школа перейшла на викладання естонською мовою. У тому ж році гімназія Гуґо Треффнера була об'єднана з Олександрівською гімназією Тарту, а у лютому 1919 року школа переїхала в нову будівлю, де вона й знаходиться до цього дня. Під час злиття школа придбала інвентар і бібліотеку Олександрівської гімназії. У роки Естонської визвольної війни 230 учнів гімназії Нуґо Треффнера були призвані в армію, семеро з них загинули в боях.

### 1921-1923 рр
У 1921 році школа налічувала вже 1019 студентів, проте це число скоротилося вдвічі в наступні 10 років, в основному через політику уряду щодо заохочення комерційних училищ за рахунок середньої освіти. Школа почала робити упор на якість освіти, а не на кількість учнів. Завдяки цьому гімназія Гуґо Треффнера стала однією з найпрестижніших шкіл Естонії. З 1923 року школа офіційно мала 2 відділення: початкова школа Х. Треффнера і гімназія Х. Треффнера.

### 1933 рік
У 1933 році школа відзначила свій 50-річний ювілей, у святкуваннях взяли участь відомі в Естонії громадські діячі, такі як Яан Тиніссон, Юрі Яаксон, Костянтин Пятс, та інші:19.

### 1934-1937 рр
З реформою освіти 1934 року школа була розділена на початкову школу (1-4 класи), середня школа (5-9 класи) та гімназія (10-12 класи). У 1937 році середня школа була розділена на прогімназію і середню наукову школу.
В період Першої Естонської Республіки в школі було дев'ять офіційних учнівських клубів. З 1926 року видавалася шкільна газета «Miilang»:21.

### У складі СРСР
Після приєднання Естонії до СРСР початкова школа Гуґо Треффнера була закрита, а прогімназія, середня наукова школа та гімназія були об'єднані в Тартуську середню школу № 4. Новим директором був призначений Йоханнес Валгма. Під час німецької окупації 1941-1944 років ця школа була закрита, а 2 січня 1942 року гімназія Гуґо Треффнера була відкрита під керівництвом Аугуста Раіело. Школа розмістилася в будівлі Тартуськой гімназії № 1.
В 1944 році радянська влада знову відкрила Тартуську середню школу № 1 в старому будинку на чолі з директором Карлом Маасиком. Оскільки гімназія була об'єднана з Тартуськой середньою школою № 1, роком її заснування став вважатися 1880 рік. З 1950 по 1953 рік директором школи був Юхан Труус, з 1953 по 1956 рік цю посаду обіймав Ельмар Лоодус.

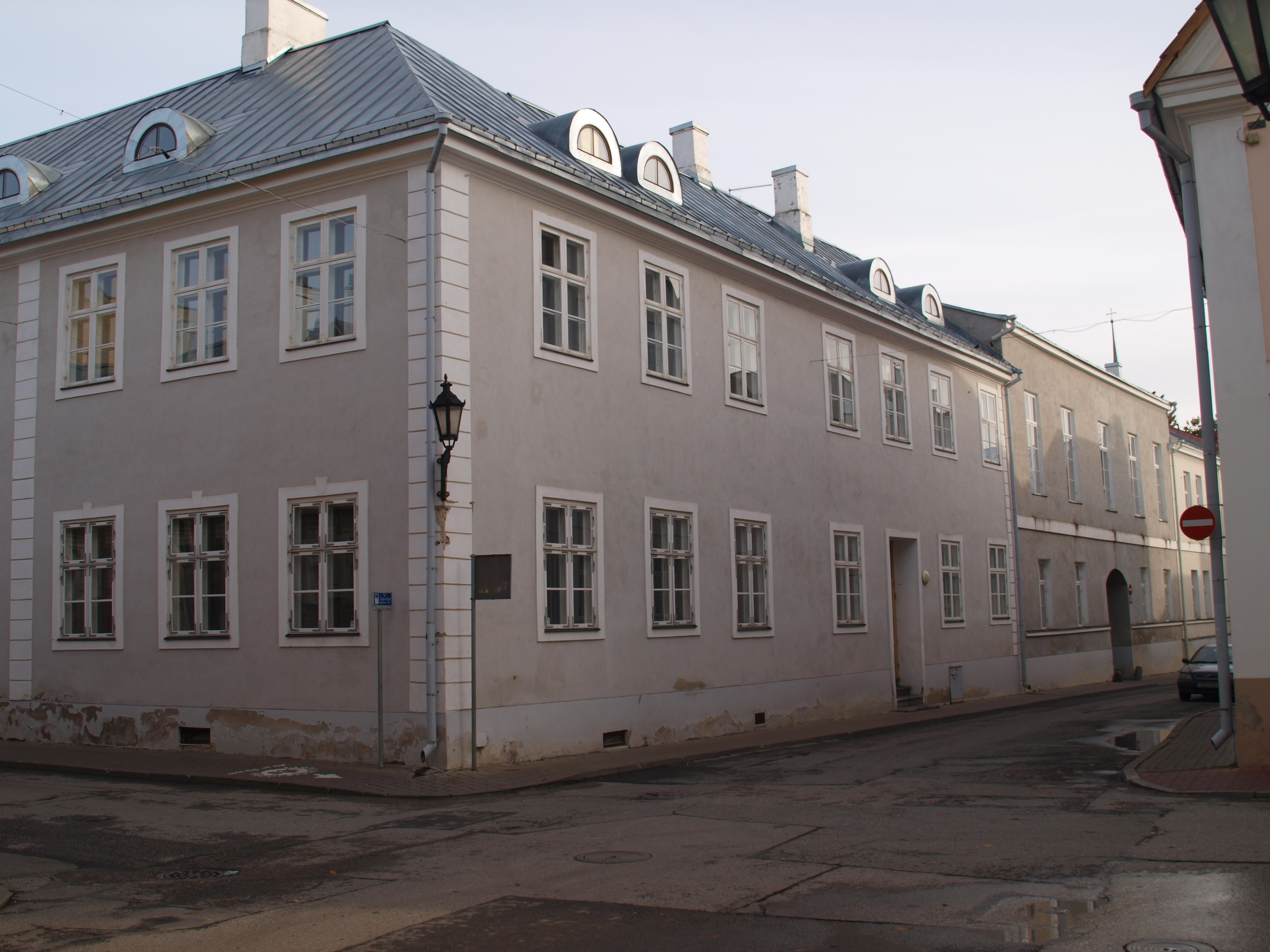
Відновлене південно-західне крило

### 1944-1954 рр
Політика русифікації і сталінізму у період з 1944 по 1954 рік не була позитивно сприйнята студентами. Серед учасників діяли підпільні групи, такі як «Синій-Чорний-Білий», названа на честь квітів забороненого естонського прапора:28. Тим не менш, в цей період в школі активно розвивалася позакласна діяльність. Популярні були заняття спортом, музикою (включаючи джаз-оркестр), акторською майстерністю, мистецтвом і природничими науками.
У 1954 році вона перестала бути школою для хлопчиків, туди стали приймати й дівчаток.

### 1958-2001 рр.
У 1958 році школа отримала офіційну назву «Тартуська 1-я середня школа імені А. Х. Таммсааре». З 1956 по 1970 рік посаду директора школи займав Аллан Ліім, з 1970 по 1975 рік — Уно Лангер, а з 1975 по 1987 рік — Лайні Раудсепп.
У 1961 році в Тартуськой середній школі № 1 був відкритий математичний спецклас. У 1964 році відкрився спеціальний клас з фізики. У 1969 році вони були об'єднані в наукове відділення. У 1976 році початкова школа переїхала в новий будинок, так званий «маленький будинок» («väike maja»).
З 1954 по 1990 рік позакласні заходи були сфокусовані на шкільних предметах. Літературний клуб випускав газету «Наша школа» («Meie kool»), а з 1960 по 1974 рік  він зробив 8 публікацій альманаху «Ковалі пера» («Sulesepad»), 9-й том був опублікований у 1989 році.
З 1987 по 2001 рік директором школи був Хельмар Йиги. Незадовго до розпаду СРСР, у 1990 році школа знову отримала офіційну назву «гімназія Гуґо Треффнера». Навчальний заклад було реорганізовано в 6-класну початкову школу та гімназію з прогімназією. У 1995 році початкова школа і прогімназія були об'єднані в окрему школу,й гімназія Гуґо Треффнера перестала приймати учнів  у 7-й клас. З 1998 року школа стала гімназією з 10 по 12 класи,  основною метою якої була підготовка студентів до університету:18–19.
У 1998 році південно-західне крило школи було значно пошкоджено внаслідок пожежі:22. Після цього почався великий ремонт і реставрація історичної будівлі школи. У 2002 році цей проект, вартістю 82,32 млн естонських крон (5,26 млн євро), був успішно завершений:30–31. Починаючи з 2001 року, директором школи є Отт Оявеэр.

## Освіта
В гімназії Гуґо Треффнера студенти навчаються з 10 по 12 клас. Вони приймаються сюди на підставі вступних іспитів, які проходять навесні кожного року. Учні, які показали хороші результати на республіканській олімпіаді, можуть вступати без іспитів.
Школа складається з трьох основних відділень: фізики і математики, гуманітарних наук (історія, суспільствознавство, філософія, релігієзнавство та історія мистецтва) і природничих наук (біології і хімії). Крім відвідування занять, присвячених теоретичним питанням, учні можуть також відвідувати практичні заняття з предмету. Є також елективні курси та позакласні заняття, такі як хор і народні танці.
Гімназія Гуґо Треффнера бере участь у програмах обміну з школами Німеччини, Нідерландів, Франції, Фінляндії та Латвії.